# テオドロス・ザゴラキス
テオドロス・ザゴラキス（ギリシア語: Θεόδωρος Ζαγοράκης,　Theodoros Zagorakis, 1971年10月27日 - ）は、ギリシャ出身の元サッカー選手、政治家。元サッカーギリシャ代表。ポジションは主に守備的ミッドフィールダー。現在はギリシャサッカーリーグ、PAOKテッサロニキ会長。元欧州議会議員。

## 経歴
地元クラブのFCカヴァラでデビュー、翌年、18歳の若さで全試合出場を果たす。1992-1993シーズン途中でPAOKテッサロニキへのキャリアアップを果たすと、1994年のフェロー諸島戦でギリシャ代表に初出場。
その後イングランドプレミアリーグへ渡るも定位置を確保するに至らず、帰国。AEKアテネでは中盤の核として才能を発揮し、ギリシャ代表でも欠くことのできない存在となっていった。国際舞台で目立った活躍を見せる機会は少なかったが、EURO2004では大会初出場ながらも主将として代表を優勝に導き、同大会での最優秀選手賞を受賞した。同年のバロンドールにもノミネートされ、5位となる。
EURO2004での活躍が認められた形で2004年にセリエA・ボローニャへ移籍。しかしわずか1年で古巣のPAOKサロニカに復帰している。
2006年10月、EURO2008予選途中で代表を引退する意向を表明。招集を受けた同月7日に行われたノルウェー戦こそ出場機会はなかったが、11日のボスニア・ヘルツェゴビナ戦では交代出場、試合も4-0の勝利を収め、代表通算119試合目で代表のユニフォームを脱いでいる。
2007年8月22日、特別ゲストとしてテッサロニキで行われたスペイン代表との親善試合に先発出場し18分プレー、試合後に現役生活に幕を下ろした。代表120キャップはギリシャ代表として最多記録であり、うち半数以上の67回でキャプテンを務めた。得点はわずかに3で、初ゴールには10年以上を費やしている（2005年2月9日、ドイツW杯予選デンマーク戦で記録）。
引退後は、選手生活の最後に所属していたPAOKテッサロニキの会長に就任。また、2014年欧州議会議員選挙に新民主主義党の候補者として立候補し、当選。欧州議会の欧州人民党グループに所属し、2024年にわたり2期10年務めた。
2021年3月から9月には、ギリシャサッカー連盟の会長を務めた。

## 選手経歴
- カヴァラFC　1989-1993
- PAOKテッサロニキ　1993-1998、2005-2007
- レスター・シティFC　1998-2000
- AEKアテネFC　2000-2004
- ボローニャFC　2004-2005